# Gerhard Scherrer
Gerhard Scherrer (* 1. Februar 1936 in Hagenbach; † 2. August 2014) war ein deutscher Ökonom.

## Leben
Nach der Promotion zum Dr. rer. oec. publ. in München 1968 und der Habilitation an der Universität Hamburg 1974 wurde er Professor für Betriebswirtschaftslehre, insbesondere Revisions- und Treuhandwesen in Regensburg 1976.
Seine Forschungsbereiche waren Rechnungslegung der Unternehmen, Konzernrechnungslegung, Wirtschaftsprüfung, Stichprobenverfahren und Prüfung und Kosten- und Leistungsrechnung.

## Schriften (Auswahl)
- mit Irmgard Obermeier: Stichprobeninventur. Theoretische Grundlagen und praktische Anwendung. München 1981, ISBN 3-8006-0902-9.
- D-Markeröffnungsbilanz. Systematische Erläuterungen zur Aufstellung, Prüfung, Feststellung und Veröffentlichung der Eröffnungsbilanz nach dem D-Markbilanzgesetz. Köln 1991, ISBN 3-504-35006-7.
- mit Bernhard Heni: Liquidations-Rechnungslegung. Düsseldorf 2009, ISBN 978-3-8021-1388-8.
- Konzernrechnungslegung nach HGB. Eine anwendungsorientierte Darstellung mit zahlreichen Beispielen. München 2012, ISBN 3-8006-4298-0.